# Laekenois
Laekenois (nebo Laeken, Laekenois, německy: Belgischer Schäferhund, francouzsky: (Chien de) Berger Belge) je hrubosrstá varieta belgického ovčáka. Ze všech čtyřech variet je nejméně početná, v České republice se skoro vůbec nevyskytuje, hlavně kvůli náročné péči o srst.

## Historie
Toto plemeno vzniklo v Belgii na konci 19. století, kdy bylo v Belgii tolik ovčáckých (pasteveckých) psů různých zbarvení a délky srsti, že se někteří milovníci psů rozhodli udělat v tom pořádek – a tak rozdělili plemeno belgický ovčák na čtyři typy (tzn. tervuere, groenendael, malinois a lakenois). Hlavním zakladatelem chovu laekenoisů je Belgičan A. Reul. Toto plemeno je pojmenováno po královském zámku Laken, kde byli drsnosrstí ovčáci tradičně chováni.
Plemeno bylo oficiálně šlechtěno mezi lety 1891 až 1897. Roku 1891 vznikl první chovatelský klub belgických ovčáků pod názvem „Klub belgického ovčáka“ a ve stejném roce A. Reul zorganizoval setkání těchto ovčáckých psů, což pomohlo písemně zachytit vzhled a povahové rysy. V dubnu roku 1892 sepsal Klub belgického ovčáka první podrobný standard plemene. V té době byli všichni belgičtí ovčáci využíváni hlavně jako hlídači majetku či zvířat, dnes jej najdeme jako záchranáře nebo společníka. Nejčastěji ve své rodné zemi pracuje s ovcemi, které nahání za pomoci psovodových pokynů.

## Vzhled

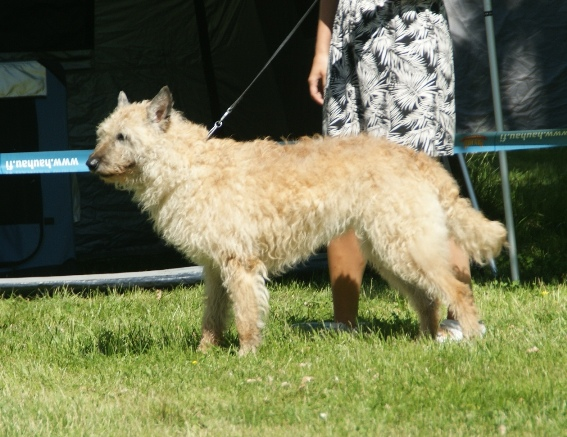

Laekenois je lehce stavěný pes se silnou, ale lehkou kostrou. Dominantou je u něj hrubá a zacuchaná srst. Tato hrubá srst laekenoise je na těle psa přibližně 6 cm dlouhá, na hřbetě nosu, čele a končetinách je kratší, a je charakteristická svou tvrdostí a zježenými a rozcuchanými chlupy. Hlava je dobře nasazená, spíše krátká. Mozkovna je střední délky. Stop mírný. Krk je krátký, dobře nasazený a osvalený. Hřbet krátký a osvalený. Ocas je, stejně jako u ostatních belgických ovčáků, u kořene silný, osrstěný.

## Povaha
Oproti svým příbuzným je toto plemeno více přátelské a méně obranářské. Má rádo děti, dospělé i jiná zvířata, se kterými pracuje velmi rád. Je aktivní a vitální. Svoji rodinu miluje a je jí věrný. Cizí většinou ignoruje, ale podle standardu by měl být vyrovnaný a bez pořádného důvodu by neměl být agresivní. Měl by být přátelský a aktivní, s bystrým a inteligentním výrazem.

## Další variety belgických ovčáků
- Malinois
- Tervueren
- Groenendael